# Stockwellia quadrifida
Stockwellia quadrifida är en myrtenväxtart som beskrevs av D.J.Carr, S.G.M.Carr och Bernard Patrick Matthew Hyland. Stockwellia quadrifida ingår i släktet Stockwellia och familjen myrtenväxter. Inga underarter finns listade i Catalogue of Life.